# Ólafsvík
Ólafsvík (isländskt uttal: [ˈouːˌlafsˌviːk]) är en liten ort på Island på norra sidan av halvön Snæfellsnes. På 1600- och 1700-talen seglade handelsfartyg mellan Ólafsvík och Danmark, och orten var en av de större kommersiella hamnarna på Island. Ólafsvík blev certifierad handelsplats, godkänd av den danske kungen och danska myndigheter 1687. Antalet invånare är 991 (1 januari 2023).